# ラウィー・パーウィライ
ラウィー・パーウィライ（ระวี ภาวิไล、1925年10月17日- 2017年3月17日）は、タイの天文学者、作家および翻訳家である。1986年のハレー彗星の接近があった際に、作品・翻訳が科学、仏教、文学や哲学の方面から注目され、タイのおける天文学の普及にも寄与した。2006年に文学部門で国家芸術家に選出されている。

## 経歴
フッタワニット小学校後卒業後、スワンクラープウィタヤーライ中等学校に進学。その後、大学予科を経て、チュラーロンコーン大学物理学部に入学。学士号取得。オーストラリアアデレード大学で物理学修士号取得。同国オーストラリア国立大学で博士号取得。
1945年から1986年までチュラーロンコーン大学で教授として物理学を教えていた。重要な研究業績は、太陽彩層の詳細構造について、太陽放射層の構造について、太陽彩層における大気構造と振動について、太陽の大気について　などである。また宗教、哲学にも興味があり多くの著書がある。また古典文学、宗教哲学の翻訳も行っている。
ラーウィーには、妻ウライワン・パーウィライとの間に3人の子供がいる。三人の子供はそれぞれ、パースリー・パーウィライ（ウアン）、パートサコーン・パーウィライ（元の名は　ニラン・パーウィライ。現在は得度し、チェンマイ大学仏教施設理事、ワット・ファーイヒン、パートサコーン・プーリワッタノー僧、ภาสกร ภูริวฑฺฒโน）、アルン・パーウィライ(スーモートゥイ)。

## 著書・翻訳業績
- 「いのちの意味」（คุณค่าชีวิต）
- 「美しきいのち」（ชีวิตดีงาม）
- 「彗星」（ดาวหาง）
- 「天文学と宇宙」（ดาราศาสตร์และอวกาศ）
- 「砂と泡」翻訳 (ハリール・ジブラーン著『Sand and Foam』（ทรายกับฟองคลื่น โดย คาลิล ยิบราน））
- 「人生の哲学」翻訳 (ハリール・ジブラーン著『The Prophet』（ปรัชญาชีวิต โดย คาลิล ยิบราน））
- 「サータナー：哲学著作集」翻訳　(ラビンドラナート・タゴール著『Sadhana: The Realisation of Life』（สาธนา : ปรัชญานิพนธ์ โดย รพินทรนาถ ฐากูร））
- 「折れた翼」翻訳 (ハリール・ジブラーン著 『al-Ajniha al-Mutakassira』(英：『Broken Wing』)（ปีกหัก โดย คาลิล ยิบราน））
- 「タイの仏教」（พระพุทธศาสนาในประเทศไทย）
- 「人生に対して」（สู้ชีวิต）
- 「感覚と思考」（รู้สึกนึกคิด）
- 「宗教と哲学 (静寂)」(ศาสนากับปรัชญา (ความสงัด))
- 「日食1995年10月24日」(สุริยุปราคา 24 ตุลาคม 2538)
- 「仏教のこころ」(หัวใจของศาสนาพุทธ)
- 『蛍：哲学著作集』(ラビンドラナート・タゴール著『Fireflies』(หิ่งห้อย:ปรัชญานิพนธ์ โดย รพินทรนาถ ฐากูร แปลร่วมกับ ประคิณ ชุมสาย ณ อยุธยา））（プラキン・チュムサーイ・ナ・アユタヤ 共訳）
- 「あたらしき世代の為の論蔵」（อภิธรรมสำหรับคนรุ่นใหม่）
- 「いのちを見つめる」(เพ่งพินิจเรื่องชีวิต)
- 「いのちの花」(บุปผชาติแห่งชีวิต)
- 「科学と宗教の生命観比較」（โลกทัศน์ชีวทัศน์เปรียบเทียบวิทยาศาสตร์กับพุทธศาสนา）
- 「園の花」(ดอกไม้ในสวน)
- 『不思議の国のアリス』翻訳・編集 (ルイス・キャロル著『Alice's Adventures in Wonderland』（อลิซผจญภัยในแดนมหัศจรรย์ โดย ลูอิส คาร์รอลล์ แปลเป็นไทยและเรียบเรียงโดย ระวี ภาวิไล））

(｢｣は訳書がないため仮訳。『』は題名が原題もしくは確定した訳題のあるもの。)